# Spórok
Spórok (do 2009 Sporok, dodatkowa nazwa niem. Carmerau, d. Gräflich Karmerau, Karmerau) – wieś w Polsce położona w województwie opolskim, w powiecie strzeleckim, w gminie Kolonowskie.
W latach 1975–1998 miejscowość administracyjnie należała do ówczesnego województwa opolskiego.

## Nazwa
Spis geograficzno-topograficzny miejscowości leżących w Prusach z 1835 roku, którego autorem jest J.E. Muller notuje polską nazwę miejscowości Sporok oraz niemiecką Carmerau.
Topograficzny podręcznik Górnego Śląska z 1865 roku notuje miejscowość jako kolonię o niemieckiej nazwie Carmerau i jako polską nazwę podaje Sporók: "Der polnische Name ist Sporók.".
Do 2009 urzędową nazwą miejscowości był Sporok.

## Części wsi
| SIMC    | Nazwa  | Rodzaj      |
| ------- | ------ | ----------- |
| 0496691 | Baniak | przysiółek  |
| 0496700 | Baniak | osada leśna |

## Historia
Spórok jest najmniejszą miejscowością w gminie Kolonowskie. Osada, a właściwie Kolonia, powstała w 1776 roku i przyjęła nazwę Carmerau. Nazwa pochodzi od ówczesnego ministra sprawiedliwości śląska (schlesischer Justizminister) Johann Heinrich Casimir Graf von Carmer (1720 – 1801), który dał początek Kolonii. Do 01.04.1939 roku przez Spórok przebiegała granica pomiędzy dwoma powiatami: opolskim (Landkreis Oppeln) i strzeleckim (Landkreis Groß Strehlitz).
Obecnie Spórok należy do powiatu strzeleckiego. Tereny leśne gminy Kolonowskie należą do Nadleśnictwa Zawadzkie, z wyjątkiem wsi Spórok, te bowiem zarządza Nadleśnictwo Strzelce Opolskie. Wokół wsi znajdują się niewielkie torfowiska, a Ptasi Stawek jest ciekawym miejscem wypoczynkowym. Od 1982 roku wierni, należący do parafii Krasiejów, mają własny kościół filialny pw. św. Floriana. Na terenie wsi działają: jednostka Ochotniczej Straży Pożarnej, koło Mniejszości Niemieckiej, klub sportowy i Stowarzyszenie Odnowy Wsi. 
W roku 2008 został przebudowany budynek dawnej szkoły, w którym teraz mieści się Dom Aktywności Wiejskiej oraz świetlica dla dzieci i młodzieży.
W 2010r do użytku została oddana nowa strażnica. Strażacy do dyspozycji mają średni samochód gaśniczy Star244. 
W 2012r wieś została w całości skanalizowana.
W 2014r na terenie gminy Kolonowskie, także w Spóroku, została zbudowana sieć światłowodowa.